# Benevello
Benevello är en ort och kommun i provinsen Cuneo i regionen Piemonte i Italien. Kommunen hade 476 invånare (2018).